# 特ダネ!歩くテレビ
『特ダネ!歩くテレビ』（とくダネあるくテレビ）は、1997年4月14日から1998年3月9日までテレビ東京系列局で放送されていた情報番組である。テレビ東京とオフィス・トゥー・ワンの共同製作。放送時間は毎週月曜 19:00 - 19:50 （日本標準時）。
当時話題になっていたものを取材・検証していた番組で、岸部四郎がナビゲーターを務めていた。